# Unga aktiesparare
Unga Aktiesparare (egentligen Sveriges Unga Aktiesparares Riksförbund) är en partipolitiskt oberoende ideell förening som grundades i Sverige 1990 som en avknoppning från Aktiespararna. Förbundet har som mål att utbilda och inspirera ungdomar till att spara och investera smart. Genom bland annat utbildningar, events och tidningar får medlemmar över hela landet lära sig mer om finansmarknaden.  
Förbundets lokala verksamhet är spridd över 48 lokala avdelningar som drivs av ideellt engagerade ungdomar.   

## Historia
Unga Aktiesparares verksamhet startade 1977, då som en ungdomssektion inom Aktiespararna. Under åren 1985 fram till förbundets bildande 1990 växte ungdomsverksamheten starkt och medlemsantalet gick från 7000 till 18 000. Framträdande personer under denna tid var Mikael Söderström, Krister Leimola och Johan A. Gustavsson, samt Jonas och Mari Ramnek, Jörgen Wettbo och Anders Haskel.
Unga Aktiesparare bildades 1990 som ett självständigt förbund. Sedan 1998 lyfter Unga Aktiesparare statliga bidrag från Ungdomsstyrelsen. Medlemsantalet har genom åren varierat, men flest medlemmar hade organisationen 2001 då med nästan 24 000 medlemmar.

## Verksamhet

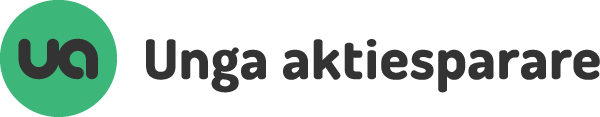
Unga Aktiesparares Logotyp

Unga Aktiesparare verkar inom tre strategiska områden:
- Att utbilda och informera förbundets medlemmar
- Att erbjuda medlemmarna förmåner och tjänster
- Att driva opinionsbildning och extern information

Verksamheten bedrivs till stor del lokalt i 48 lokalavdelningar uppdelade i fem regioner runt om i landet. Lokalavdelningarna ordnar aktiviteter för att medlemmarna ska få träffa företag, lyssna på föredrag, och träffa likasinnade.
Unga Aktiesparare har även en gratis app, Miljonärskalkylatorn, där man enkelt kan räkna ut hur lång tid det tar att bli miljonär baserat på faktorer som: Startkapital, månadssparande samt avkastning.

## Utbildning
Unga Aktiesparare fokuserar mycket på utbildning och driver flera olika utbildningssatsningar, däribland:
- UA Akademin
- Analysskolan
- Fondskolan
- Unga Aktiesparares Gymnasieprofil

Varje år utbildar förbundet 7000 medlemmar inom allt ifrån vad en aktie eller fond är till djupgående aktieanalys.

## Stock Magazine
1989 startade troligtvis världens första finanstidning för ungdomar, The All Time High av Mikael Söderström, Krister Leimola och Rolf Gabrielson.
1994 bytte tidningen namn till Stock Magazine. Tidningen utbildar, inspirerar och informerar aktie- och näringslivsintresserade ungdomar runt om i landet om ekonomi i allmänhet, och aktiemarknaden i synnerhet.
Idag trycks tidningen i 7000 exemplar och ges ut kvartalsvis.

## Skolinformation
Ung Privatekonomi
Unga Aktiesparare utbildar gymnasieungdomar genom skolutbildningsprojektet Ung privatekonomi. 
Ung Privatekonomi drivs i samarbete med bland annat Stockholmsbörsen, Fondbolagens förening, Aktiefrämjandet, Aktiespararna, Svenska Fondhandlareföreningen och ett flertal börsföretag. Genom skolinformationsprojektet träffar årligen Unga Aktiesparare omkring 30 000 elever genom gästföreläsningar. Över 1000 gymnasielärare är även anslutna till Ung Privatekonomi. De erhåller utbildningar, undervisningsmaterial, litteratur med mera helt kostnadsfritt.

## Finansiering
Unga Aktiesparares verksamhet finansieras dels genom medlemsavgifter dels genom bidrag från Ungdomsstyrelsen.